# Herrenbesuch
Herrenbesuch ist ein Münchner Barbershop-Männerchor, der 2006 als erster seiner Art in Süddeutschland gegründet wurde.
Das Repertoire der mehr als 50 Sänger aller Altersstufen und Berufsgruppen besteht aus klassischer Barbershop-Literatur, Balladen und Up-tempo-Stücken. Um diesen Musikstil in Deutschland einem breiteren Publikum näherzubringen, wurden spezielle Arrangements bekannter Melodien, mit der im Barbershop üblichen Klangerweiterung durch Obertonbildung, auch in deutscher Sprache angelegt. Seit 2010 existiert eine eigene Hymne an die Heimatstadt München im Barbershopstil: „München mein“. Herrenbesuch ist Mitglied im deutschen Dachverband BinG! (Barbershop in Germany), in dem ein Großteil der aktiven, deutschen Barbershopchöre und -quartette organisiert ist.
Bisherige Auskoppelungen von Herrenbesuch (Stand 2024):
Quartette:
- Munichord
- A Few Good Men
- Liedhaber (2011 bis 2015, ab 2022–2024)
- Kavaliersdelikt (2010 bis 2018)
- Die Bayerischen Barbershop Boys
- Rosenkavaliere (2013 bis 2015)
- Soundfabrik
- SomeSing (gemischtes Quartett, seit 2011)
- Barfuß im Regen (2017)
- Die Quarteddies (2017)
- Your Men (2017)
- Domino FX (2018 bis 2019)
- Lauschmittel (2019)
- SITM - Sugar in the Morning (2020)
- Veto
- What!?

Musicalgruppe:
- Sauklang (Musical "Der Schweinachtsmann")

Musikalische Leitung:
- Hans-Jürgen Wieneke 2006–2017
- Dominik Schaller 2017–2022
- Andrew Rembecki seit 2022

## Wettbewerbe und Preise
- 2008: 6. Platz bei der Deutschen Barbershop Meisterschaft in Dortmund ausgetragen vom Bundesverband BinG!
- 2008: 2. Platz der Männerchöre bei der Deutschen Barbershop Meisterschaft in Dortmund ausgetragen vom Bundesverband BinG!
- 2009: Auszeichnung „Mit gutem Erfolg“ bei der Teilnahme am Bayerischen Chorwettbewerb
- 2010: 4. Platz bei der Deutschen Barbershop Meisterschaft in Dortmund ausgetragen vom Bundesverband BinG!
- 2010: 2. Platz der Männerchöre bei der Deutschen Barbershop Meisterschaft in Dortmund ausgetragen vom Bundesverband BinG!
- 2010: Gewinn des Crescendo Pokals anlässlich der Deutschen Barbershop Meisterschaft in Dortmund ausgetragen vom Bundesverband BinG!
- 2011: Alexander Kulessa, Herrenbesuch-Lead, gewinnt als Bass in den Reihen des Chores „Masters of Harmony“ als erster Deutscher die Barbershopweltmeisterschaft und ist somit „International Chorus Champion 2011“
- 2011: Gewinn des GOLD-Diploms der Fachjury bei  S(w)ing a Cappella, Sundern 2011
- 2012: 4. Platz bei der Deutschen Barbershop Meisterschaft in Dortmund ausgetragen vom Bundesverband BinG!
- 2012: 2. Platz der Männerchöre bei der Deutschen Barbershop Meisterschaft in Dortmund ausgetragen vom Bundesverband BinG!
- 2013: 4. Platz der Männerchöre bei den European Barbershop Championships 2013 in Veldhoven, Niederlande[1]
- 2013: 4. Platz beim Begegnungssingen in Waldkraiburg
- 2014: 3. Platz bei der Deutschen Barbershop Meisterschaft in Dortmund ausgetragen vom Bundesverband BinG!
- 2014: 1. Platz der Männerchöre bei der Deutschen Barbershop Meisterschaft in Dortmund ausgetragen vom Bundesverband BinG!
- 2016: 3. Platz bei der Deutschen Barbershop Meisterschaft in München ausgetragen vom Bundesverband BinG!, erste deutsche Einzelwertung von 85 %
- 2016: 1. Platz der Männerchöre bei der Deutschen Barbershop Meisterschaft in München ausgetragen vom Bundesverband BinG!
- 2016: Publikumspreis bei der Deutschen Barbershop Meisterschaft in München ausgetragen vom Bundesverband BinG!
- 2017: 8. Platz der Männerchöre bei den European Barbershop Championships in Bournemouth, Grossbritannien
- 2018: 6. Platz bei der Deutschen Barbershop Meisterschaft in München ausgetragen vom Bundesverband BinG!
- 2022: 4. Platz der Männerchöre bei den European Barbershop Championships 2022 in Helsingborg, Schweden
- 2023: Gewinn des Crescendo Pokals anlässlich der Deutschen Barbershop Meisterschaft in Dortmund ausgetragen vom Bundesverband BinG!
- 2023: 5. Platz bei der Deutschen Barbershop Meisterschaft in Dortmund, ausgetragen vom Bundesverband BinG!
- 2024: 2. Platz bei der Deutschen Barbershop Meisterschaft in Dortmund, ausgetragen vom Bundesverband BinG!
- 2025: 4. Platz der Männerchöre bei den European Barbershop Championships 2025 in Helsingborg, Schweden Score 81,5 % mit Qualifikation für internationale Meisterschaften

## DVDs und sonstige größere öffentliche Auftritte
- 2008 Deutsche Barbershopmeisterschaften 2008:, Dortmund: DVD Live-Mitschnitt der Meisterschaft
- 2010 Deutsche Barbershopmeisterschaften 2010:, Dortmund: DVD Live-Mitschnitt der Meisterschaft
- 2012 Deutsche Barbershopmeisterschaften 2012:, Dortmund: DVD Live-Mitschnitt der Meisterschaft
- 2012 Hintergrundchor und Statisten als Mönche in der ZDF-Fernsehserie „Der Alte“[2]
- 2013 Live in BR-Klassik am 7. Februar 2013, taktlos Musikalisches Magazin[3]
- 2014 Deutsche Barbershopmeisterschaften 2014, Dortmund: DVD Live-Mitschnitt der Meisterschaft
- 2014 Gastchor und Mikewarmer bei den 40. englischen Barbershopmeisterschaften in Harrogate, Grossbritannien
- 2014 WDR 3 Konzert – 11. März 2014: Barbershop Musikfestival 2014:, Dortmund: Übertragung der Show der Champions 2014
- 2014 Barbershopkonzert in der Amerikanischen Kirche in Berlin gemeinsam mit dem Chor "Women in Black"
- 2014 Auftritt bei der Helene Fischer Show in einem gesungenen Sketch mit dem Moderator Elton
- 2014 September Herrenbesuch goes Rap - Auftritt mit “LIQUID” ~ SMART Roadshow am Münchner Odeonsplatz
- 2015 ZDF, Fernsehserie "Der Alte", Folge "Mord unter Brüdern"
- 2017 "Bauernmarktmeile München" Bayerischer Bauernverband Bühnenprogramm
- 2016, 2017 und 2018 "Lange Nacht der Museen", Münchner GLYPTOTHEK
- 2013, 2019, 2025 "Nacht der Musik" München verschiedene Lokalitäten
- 2024 Oktoberfest - Oide Wiesn - Boandlkamerei, München